# جو ليست
جو ليست (ولد في 6 أبريل 1982) هو ممثل كوميدي أمريكي. ولد في ويتمان، ماساتشوستس وبدأ في أداء الكوميديا الارتجالية في بوسطن، ماساتشوستس عام 2000، بعد وقت قصير من تخرجه من المدرسة الثانوية.